# Swammerdamella approximata
Swammerdamella approximata är en tvåvingeart som beskrevs av Edwards 1924. Swammerdamella approximata ingår i släktet Swammerdamella och familjen dyngmyggor. Inga underarter finns listade i Catalogue of Life.